# 2002 GY32
2002 GY32, também escrito como 2002 GY32, é um objeto transnetuniano que está localizado no Cinturão de Kuiper, uma região do Sistema Solar. Este corpo celeste é classificado como um plutino, pois, o mesmo está em uma ressonância orbital de 2:3 com o planeta Netuno. Ele possui uma magnitude absoluta de 6,8 e tem um diâmetro estimado com 192 km.

## Descoberta
2002 GY32 foi descoberto no dia 6 de abril de 2002 pelo astrônomo Marc W. Buie.

## Órbita
A órbita de 2002 GY32 tem uma excentricidade de 0,241 e possui um semieixo maior de 39,567 UA. O seu periélio leva o mesmo a uma distância de 35,902 UA em relação ao Sol e seu afélio a 43,232 UA.